# Hertha BSC Berlin
Hertha je njemački nogometni klub iz grada Berlina.

## Hrvatski igrači u Herthi
- Marko Babić
- Niko Kovač
- Srđan Lakić
- Ivica Olić
- Josip Šimunić
- Ivan Šunjić
- Filip Uremović

## Vanjske poveznice
- Službene stranice Herthe BSC na engleskom jeziku  Arhivirana inačica izvorne stranice od 21. kolovoza 2007. (Wayback Machine)